# Alexandra Palace

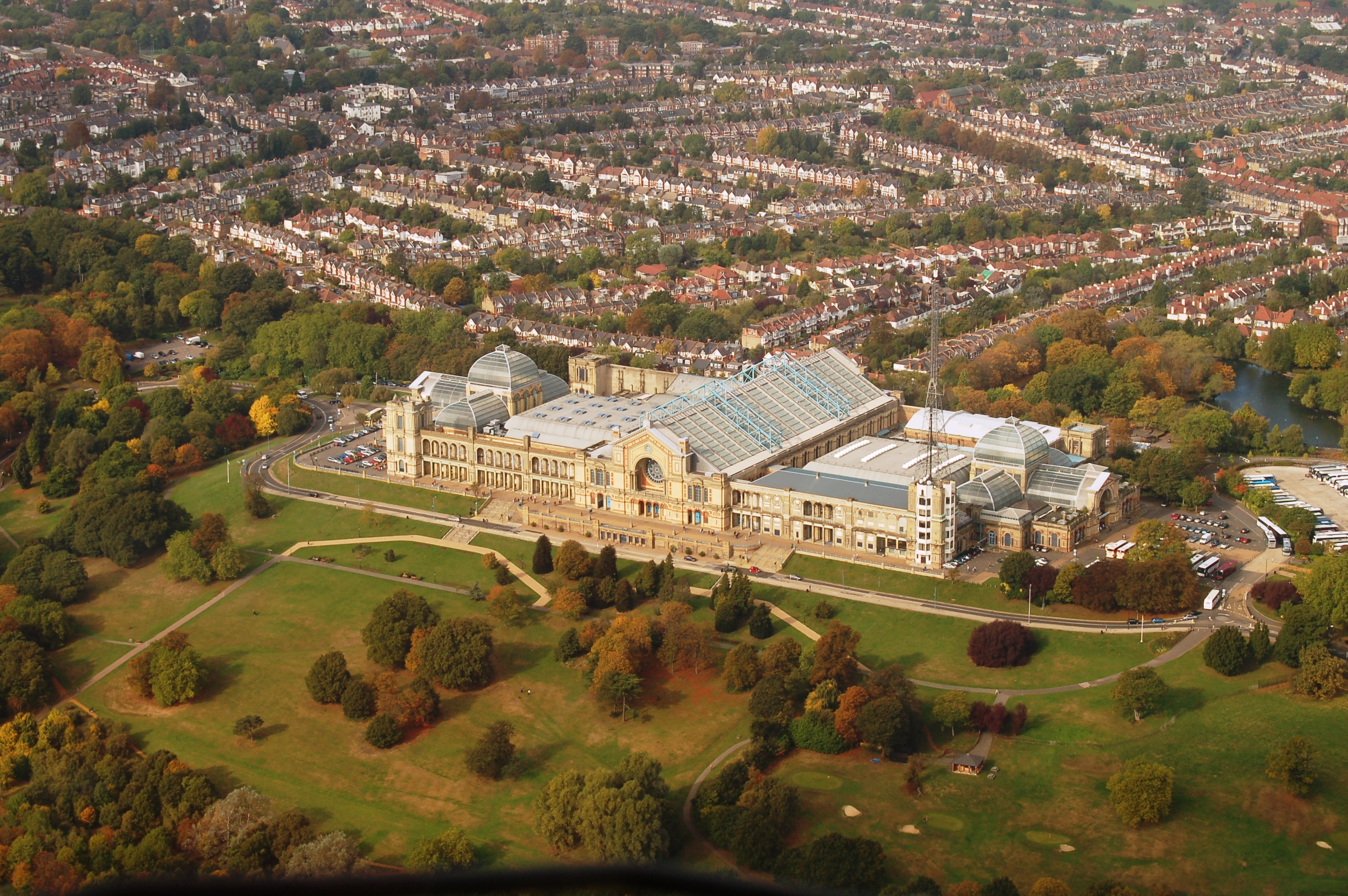
Ansicht aus der Luft (2009)

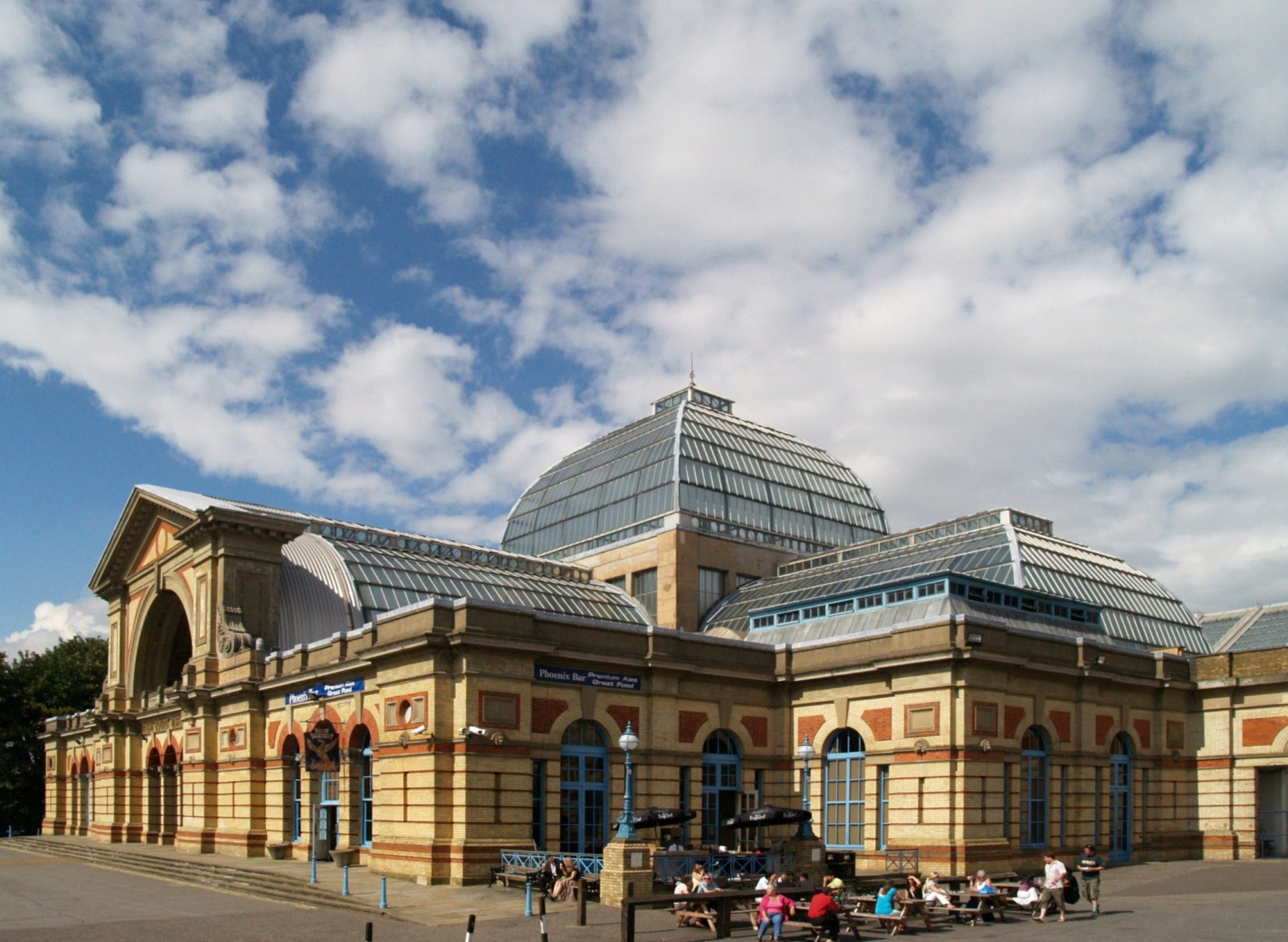
Haupteingang des Alexandra Palace

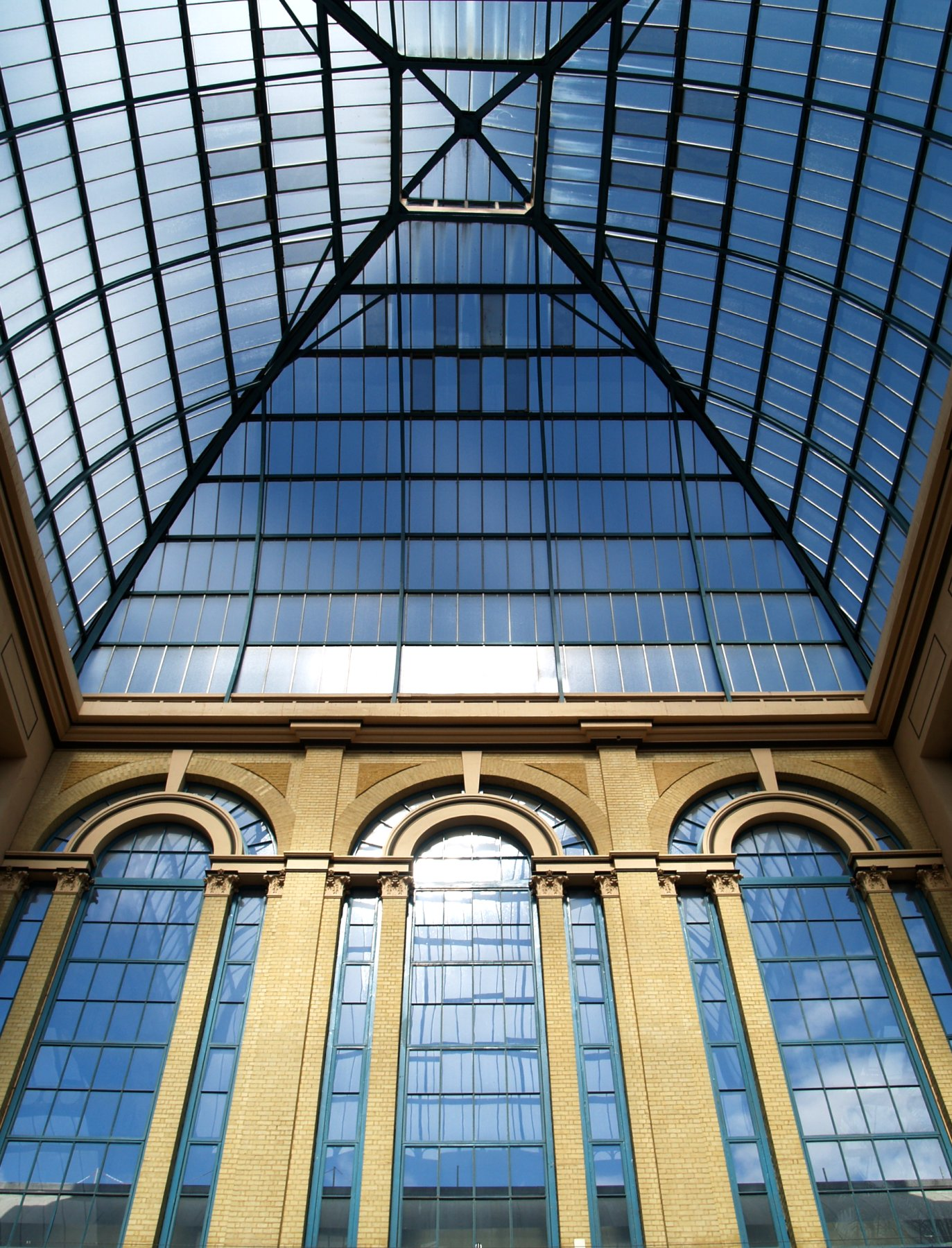
Ein Teil der Glasdachkonstruktion des Alexandra Palace

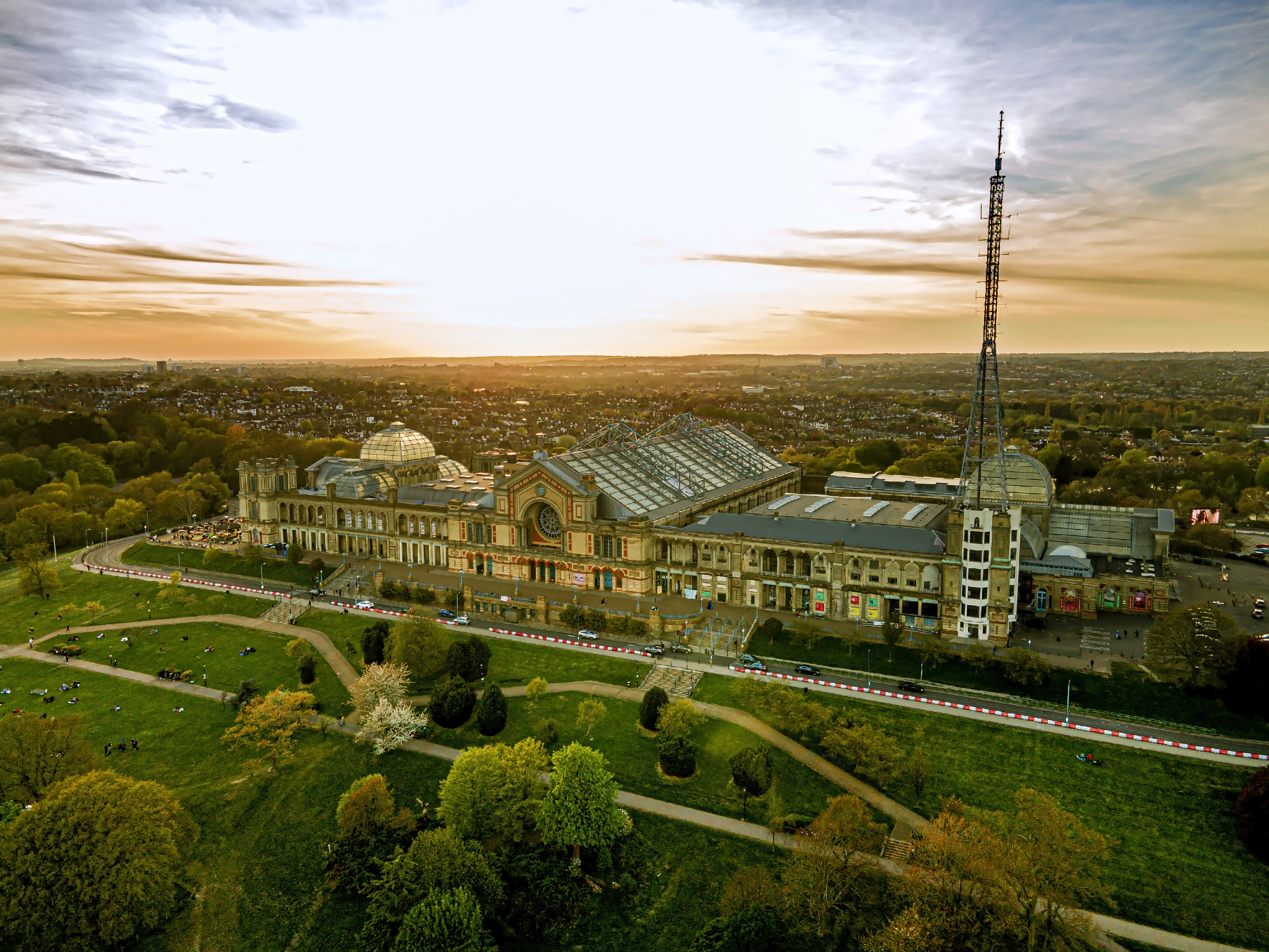
Alexandra Palace aus der Luft (2021)

Der Alexandra Palace (auch bekannt unter dem Spitznamen Ally Pally) wurde 1873 als Freizeit- und Erholungspark The People’s Palace auf einer Anhöhe im Norden des Londoner Stadtbezirks Haringey eröffnet. Benannt wurden das Gebäude und der umliegende Park nach der Queen Consort Alexandra von Dänemark.

## Geschichte

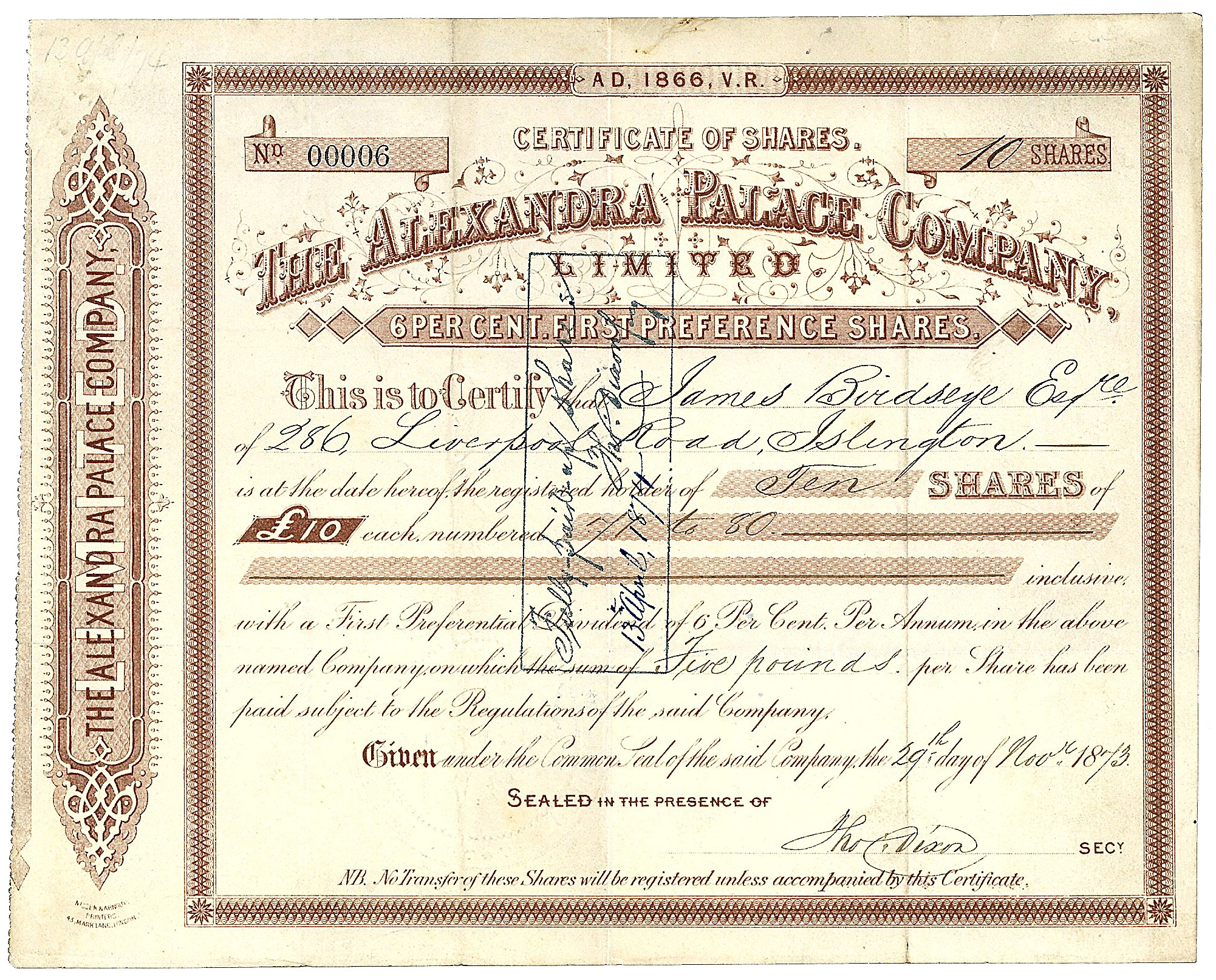
Gründeraktie der Alexandra Palace Company über 10 Preference Shares zu je 10 £, ausgegeben am 29. November 1873. Im Jahr 1900 wurde eine gemeinnützige Stiftung gegründet, die das Gebäude und den Park kaufte, um sie „für die freie Nutzung und Erholung der Allgemeinheit für immer zur Verfügung zu halten“.

Zwei Wochen nach der Eröffnung brannte das von John Johnson und Alfred Meeson entworfene Gebäude fast vollständig ab, wurde aber in den folgenden zwei Jahren wieder aufgebaut. 
Während des Ersten Weltkrieges wurde die Anlage geschlossen und fungierte zunächst als Flüchtlingslager für geflohene Belgier. Von 1915 bis 1919 diente sie als Internierungslager für Zivilisten aus Deutschland, aus Österreich-Ungarn und aus dem Osmanischen Reich.
Aufgrund seiner exponierten Lage wurde der Alexandra Palace ab 1935 für die ersten Fernsehübertragungen der BBC eingesetzt. Die Ausstrahlung erfolgt seitdem vom Südostturm der Anlage. 
Am 29. April 1967 fand im Alexandra Palace unter dem Titel The 14 Hour Technicolor Dream ein spektakuläres Festival statt, das den neuen kulturellen Entwicklungen des Londoner Undergrounds erstmals eine große Bühne bot. Teilnehmer waren unter anderen Deviants, Soft Machine, Creation, Tomorrow, Yoko Ono und Pink Floyd. Letztere wurden hier von Peter Whitehead für seinen Film Tonite Lets All Make Love in London gefilmt.
1980 zerstörte ein Feuer weite Teile der Anlage bis auf den Palmenhof und die von der BBC belegten Gebäudeelemente. 1988 erfolgte nach Restaurierung die Wiedereröffnung.
Von 1993 bis 1995 wurden hier die BRIT Awards vergeben. 1996 war der Palace zudem Veranstaltungsort der MTV Europe Music Awards.
Seit Dezember 2007 ist der Alexandra Palace der jährliche Austragungsort der Dartsweltmeisterschaft der PDC. Damit setzt sich die lange Tradition der Dartsturniere im Palace fort, in dem unter anderem 1963 bis 1977 das News of the World Darts Championship, eines der ersten großen Dartsturniere der Welt, ausgetragen wurde. 2007 gastierte zudem die Premier League Darts am 13. Spieltag im Ally Pally.
Seit 2012 ist der Alexandra Palace auch Austragungsort des prestigeträchtigen Snooker Masters. Seit 2016 ist der Ally Pally der europäische Austragungsort des Mosconi Cup, des 9-Ball-Poolbillard-Mannschaftsturniers zwischen den USA und Europa, das jährlich abwechselnd in den USA und in Europa stattfindet.

## Historische Bausubstanz
Zwei Studios der BBC existieren bis heute als museale Räume, die unter anderem historische Produktions- und Sendeanlagen zeigen. Das Viktorianische Theater und seine Bühnenmaschinerie sind ebenfalls erhalten. Das Theater und seine Bühnenstruktur gelten als gefährdet und sind seit 1996 im English Heritage’s Buildings at Risk register aufgeführt.

## Anfahrt
Das Gebäude ist mit der Piccadilly Line der London Underground über die Station Wood Green zu erreichen. Am Bahnhof Alexandra Palace an der East Coast Main Line halten Vorortzüge der Great Northern. Des Weiteren gab es ehemals Zugverkehr zu den heute geschlossenen Bahnhöfen Alexandra Palace auf dem Muswell Hill Branch und Palace Gates auf der Palace Gates Line.